# انگوس گان (بازیکن فوتبال)
انگس گان (انگلیسی: Angus Gunn؛ زادهٔ ۲۲ ژانویهٔ ۱۹۹۶) بازیکن فوتبال اهل انگلستان است که در پست دروازه‌بان برای باشگاه ناتینگهام فارست در لیگ برتر انگلستان و تیم ملی اسکاتلند بازی می‌کند.
گان دوران حرفه‌ای خود را در باشگاه زادگاهش نوریچ سیتی آغاز کرد و سپس در سال ۲٠۱۱ به منچستر سیتی پیوست و اولین قرارداد حرفه‌ای خود را در سال ۲٠۱۳ امضا کرد. گان پس از گذراندن فصل ۱۸-۲٠۱۷ به صورت قرضی در نوریچ، در تابستان ۲٠۱۸ با مبلغ ۱۳.۵ میلیون پوند به ساوت‌همپتون پیوست. پس از بازگشت به چمپیونشیپ با استوک سیتی برای فصل ۲۱-۲٠۲٠، پس از صعود نوریچ به لیگ برتر، به صورت دائمی به این تیم بازگشت.
گان در سطح زیر ۲۱ سال نماینده انگلیس بود، اما در مارس ۲٠۲۳ برای اسکاتلند اعلام آمادگی کرد. او اواخر همان ماه اولین بازی خود را برای بزرگسالان انجام داد و در یورو ۲٠۲۴ عضوی از تیم ملی اسکاتلند بود